# Paweł Szwajko
Paweł Szwajko (ur. 4 kwietnia 1893 w Zabłotcach, zm. 28 sierpnia 1943 w Grabowcu) – kapłan prawosławny, jeden z męczenników chełmskich i podlaskich z tytułem kapłana męczennika.

## Życiorys
Syn Konrada i Ewy. W 1918 r. ukończył seminarium duchowne w Jekaterynosławiu, po czym ożenił się z Joanną Łotocką, ekonomistką pochodzącą ze wsi Gaje Lewiatyńskie. 12 września 1924 r. otrzymał święcenia kapłańskie i odbył staż kapłański w soborze św. Marii Magdaleny w Warszawie. Następnie pełnił funkcje proboszcza w Potoku Górnym, po czym został przeniesiony na Łemkowszczyznę – do Świątkowej Wielkiej i Desznicy, gdzie prowadził działalność misyjną.
W czasie akcji rewindykacyjnej cerkwi w 1938 r. na Chełmszczyźnie został przeniesiony do cerkwi w Siedliskach, by podtrzymywać ducha prawosławnych w regionie. Podczas II wojny światowej służył w cerkwiach w Obszy i Śniatyczach. W tej ostatniej miejscowości został pobity przez nieznanych sprawców.
W 1943 r. objął parafię w Grabowcu. W nocy z 28 na 29 sierpnia tego samego roku został razem z żoną zamordowany przez kompanię Armii Krajowej dowodzoną przez Józefa Śmiecha ps. „Ciąg”, która w tej samej wsi zabiła również trzech ukraińskich wachmanów SS oraz ukraińskiego sołtysa. Według zeznań świadków sprawcy zadali mu kilkadziesiąt ciosów tępymi i ostrymi narzędziami, po czym dobili z broni palnej, zaś na piersi wycięli krzyż prawosławny.
20 marca 2003 r. uchwałą Świętego Soboru Biskupów PAKP ks. Paweł Szwajko i matuszka Joanna Szwajko zostali zaliczeni do grona świętych i włączeni do Soboru Świętych Męczenników Ziemi Chełmskiej i Podlaskiej. W dniach 7–8 czerwca 2003 r. w Chełmie odbyły się uroczystości kanonizacyjne.